# Camalú
Camalú är en ort i Mexiko.   Den ligger i kommunen Ensenada och delstaten Baja California, i den nordvästra delen av landet, 2 100 km nordväst om huvudstaden Mexico City. Camalú ligger 32 meter över havet och antalet invånare är 7 425.
Terrängen runt Camalú är platt åt sydväst, men åt nordost är den kuperad. Havet är nära Camalú åt sydväst.  Närmaste större samhälle är Vicente Guerrero, 14,2 km sydost om Camalú.